# Бангар
Бангар (енгл. Bhangarh) је град у Индији који је познат по својим историјским рушевинама. Налази се у Алвар округу у савезној држави Раџастан. Данас у њему живи око 1.300 становника. Овај град је такође и популарна туристичка атракција.

## Легенда
Легенда говори о принцези Ратнавати која је живела у граду. На њен 18-и рођендан многи су хтели да је узму за жену. У граду је живео мађионичар Сингхиа који је исто био заљубљен у принцезу. Једног дана је видео принцезину собарицу на пијаци и продао јој уље на које је бацио чаролију, којом је желео да приволи принцезу да пође за њега. То му није успело јер је принцеза схватила да је уље зачарано. Према једној причи Сингхиа се тада разљутио и проклео град. Следеће године дошло је до битке између Бангара и Ајабгарха. У тој бици принцеза је погинула. Легенда каже да у граду постоје духови, па зато туристи не смеју долазити по ноћи у град.